# Campo (Marín)
Santa María de Campo (en gallego y oficialmente, Santa María do Campo) es una parroquia situada en el municipio de Marín. Según el INE, en 2024 contaba con 337 habitantes, 167 hombres y 170 mujeres, lo que la convierte en la parroquia más pequeña de Marín por población.
La parroquia celebra sus fiestas, en honor a Santa María, los días 15 y 16 de septiembre.

## Iglesia
La iglesia parroquial es un templo de estilo románico tardío, de finales del siglo XII y principios del XIII. De esa época se conserva en el interior un arco triunfal, tosco, estrecho y apuntado, a través del cual se accede al presbiterio rectangular. La nave, así como sus pinturas murales góticas (incluyendo una Anunciación), son del siglo XVI. La iglesia perteneció a la Encomienda de San Juan.